# Grammorhoe mesotypata
Grammorhoe mesotypata là một loài bướm đêm trong họ Geometridae.